# 전자 인적 자원

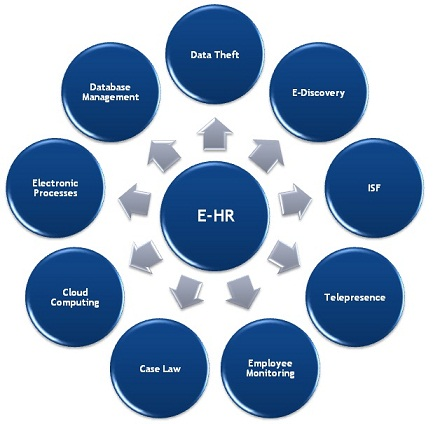
E-HR에 영향을 미치는 각기 다른 면들을 보여주는 E-HR 다이어그램

전자 인적 자원(電子人的資源, Electronic human resources, E-HR)은 조직 내 전자 정보와 프로세스의 사용, 관리, 규제와 관계되는 인적 자원 기능이다.
E-HR은 E-HRM(전자인적자원관리, Electronic Human Resource Management), 그리로 이 기술을 이용하는 HRIS(인적자원정보시스템,Human Resource Information System)과는 구별된다. 더 구체적으로 말해 E-HRM은 조직의 인트라넷이나 웹 포털을 통해 인적 자원 관련 정보와 서비스를 경영진과 직원들이 접근할 수 있게 하는 시스템이다. HRIS는 급여 지불 등 인적 자원 기능을 간소화하는 기업 자원 계획 소프트웨어이다.
이와 대조적으로 E-HR은 여러 부서 간 기능적 지식 및 협업이 필요한 인적 자원 기능으로, 대부분이 인적 자원과 정보기술로 이루어져 있다.